# Młyn gospodarczy w Rawie Mazowieckiej
Młyn gospodarczy w Rawie Mazowieckiej – zabytkowy młyn parowy wybudowany w latach 1918-1919 lub wcześniej nad Rawką. Znajduje się w Rawie Mazowieckiej, w województwie łódzkim

## Historia
Młyn wybudowano w latach 1918-1920 (niektóre źródła podają XIX w. jako czas powstania młyna) jako budynek murowany z cegły. Jego wyposażenie stanowiła maszyna parowa z 1910 r. Był czynny z krótkimi przerwami przez cały okres dwudziestolecia międzywojennego i II wojny światowej. W okresie PRL został upaństwowiony i działał pod zarządem Gminnej Spółdzielni "Samopomoc Chłopska" w Rawie Mazowieckiej. W okresie III RP ponownie stanowił własność prywatną. W 1997 r. był wciąż czynny. Od 1992 r. jest wpisany do rejestru zabytków.

## Współczesność
Po ustaniu produkcji młyn nie został zagospodarowany i ulegał postępującej degradacji. Został znacznie zniszczony przez pożar w 2011 r. Spalone zostały elementy drewniane tj. dach i stropy oraz zachowane elementy wyposażenia. Po pożarze budynek nie został zabezpieczony, w efekcie czego zawaliła się jedna ze ścian. 